# Ferguson-Brown Company
Ferguson-Brown Company — британский производитель сельскохозяйственных машин, основанный в 1935 Гарри Фергюсоном в партнерстве с Дэвидом Брауном. Компания-производитель тракторов марки Ferguson (Ferguson-Brown).

## История

### Трехточечное сцепное устройство
В 1926 (1928) году Гарри Фергюсон подал заявку на патент трехточечного сцепного устройства.

### Основание Ferguson-Brown
1935